# Norberto Ceresole
Pour les articles homonymes, voir Ceresole.
Norberto Rafael Ceresole (Buenos Aires, 25 août 1943 – 4 mai 2003) est un sociologue et politologue argentin. Il s’est illustré comme l’un des auteurs négationnistes latino-américains les plus prolifiques. Affichant  une proximité idéologique forte avec Robert Faurisson (dont il se déclarait volontiers l’élève et qu’il citait abondamment dans ses écrits) ou Roger Garaudy (qui préfaça l’un de ses livres), Norberto Ceresole se réclamait d’un péronisme autoritaire et « post-démocratique » reposant sur le triptyque « caudillo-armée-peuple ». Il appartenait à une mouvance politique clairement identifiable comme étant celle du nationalisme révolutionnaire. Ses écrits, où se mêlent culte du chef, hantise de la démocratie libérale, antisionisme radical et négation du génocide juif, lui ont valu d’être traité de fasciste et d’antisémite. Ils n’en ont pas moins exercé une influence significative sur de nombreux cadres militaires latino-américains.

## Éléments biographiques
Né à Buenos Aires en 1943, Norberto Ceresole part faire ses études supérieures en Europe. Il séjourne ainsi en Allemagne, en France et en Italie.
Lorsque le général Juan Velasco Alvarado prend le pouvoir au Pérou (1968), Ceresole lui propose ses services [citation nécessaire]. Intégré au Système national de Mobilisation sociale (Sistema Nacional de Movilización Social - SINAMOS), un organe du « Gouvernement révolutionnaire des Forces armées » chargé de mettre en œuvre les projets de la junte militaire, il travaille, de 1969 à 1971, sous l’autorité du général Edgardo Mercado Jarrín [citation nécessaire]. 
Le gouvernement péruvien l’envoie auprès du président bolivien Juan José Torres, puis au Chili où il devient l’interlocuteur de Salvador Allende [citation nécessaire]. Ses fonctions lui permettent également de rencontrer Juan Domingo Perón et de lier amitié avec le commandant Manuel Piñeiro, ex-chef des services de renseignements cubains (DGI) en charge, à l’époque, des affaires latino-américaines à la DGI [citation nécessaire]. Il devient alors un intermédiaire entre les gouvernements péruvien et soviétique [citation nécessaire]. À la même époque, il publie une étude en trois volumes sur le péronisme.
À son retour en Argentine, il se lie à l’ERP-22 [réf. nécessaire] (Armée révolutionnaire du Peuple – fraction du 22 août), une scission de la guérilla trotskiste ERP (Ejército Revolucionario del Pueblo) associée aux Montoneros, groupe péroniste catholique de gauche.
Au cours de l’année 1974, alors que les escadrons de la mort de José López Rega (la Triple A) commencent à s’en prendre aux représentants syndicaux et politiques de gauche, Ceresole s’exile à Madrid. Il y dirige un Institut d’Études Latino-américaines et participe, au début des années quatre-vingt, à l’élaboration du programme électoral du Parti pour la Démocratie Sociale (Partido para la Democracia Social) [citation nécessaire]d’Emilio Massera, l’un des membres de la junte militaire qui avait renversé Isabel Perón en mars 1976. 
L’amiral Massera était, à l’instar du général López Rega, un ancien membre de la pseudo-loge maçonnique italienne Propaganda Due (P2) qui, dissoute en 1981, présentait la particularité de réunir en son sein un grand nombre d’anciens fascistes. Par la suite, Ceresole offre également ses conseils au général Viola, président argentin de mars à décembre 1981 [citation nécessaire].
Spécialiste des questions géopolitiques et stratégiques, Ceresole collabore avec le ministère de la Défense espagnol et publie, en 1984, une étude en cinq volumes sur le développement d’un projet de coopération industriel entre l’Espagne et l’Argentine dans le domaine de la défense [citation nécessaire].
Partisan d’une alliance stratégique entre l’Amérique latine et l’Union soviétique, Ceresole appartient, un temps, à l’Institut d’Études Latino-américaines de l’Académie des Sciences de l’URSS et est nommé professeur à l’École supérieure de guerre de l’URSS [citation nécessaire].
De retour en Argentine à la faveur du soulèvement militaire de la Semaine Sainte de 1987, Ceresole devient l’éminence grise des Carapintadas du lieutenant-colonel Aldo Rico et du colonel Mohamed Alí Seineldín. Il se lie également à Raúl de Sagastizabal, chef de l’unité spéciale Albatros, avec qui il fonde, en 1994, le Centre d’Études argentines dans le monde (Centro de Estudios Argentina en el Mundo) .
Lorsqu’en juillet 1994 survient l’attentat visant l'Association mutuelle israélite argentine (AMIA), Ceresole prend contact avec le gouvernement iranien avant de se rendre en Iran et au Liban. Il écrit ensuite un livre sur le Hezbollah, publié en Espagne.
Selon Alberto Barrera Tyszka et Cristina Marcano, auteurs d'une biographie sur Hugo Chávez, une journaliste met en contact le futur président vénézuélien et Ceresole, à Buenos Aires, à l'hiver 1994. Les Carapintadas étaient en contact avec plusieurs des membres du MBR-200 [réf. nécessaire] (créé par Chávez en 1983) ayant pris part à la tentative de coup d’État du 4 février 1992 au Venezuela. Ceresole se rend au Venezuela où il devient le conseiller de proches du colonel Chávez tels que Manuel Quijada et Luis Davila [réf. nécessaire]. 
Arrêté le 15 juin 1995 par les services de renseignements vénézueliens (Dirección General Sectorial de los Servicios de Inteligencia y Prevención - DISIP), il est expulsé du pays pour ses liens présumés avec des terroristes islamistes, les Carapintadas et Hugo Chávez, alors bête noire du président Caldera.
L’élection de Chávez (1998) lui permet de revenir au Venezuela, où il aurait été conseiller dans l’entourage présidentiel, ce qui a été nié par le gouvernement vénézuélien.
En raison de l’embarras créé par sa présence au Venezuela, Ceresole, devenu gênant, est « prié » de quitter de nouveau le pays en mars 1999. Le chancelier du Venezuela, José Vicente Rangel, déclare alors que les propos de Ceresole constituent une ingérence dans les affaires intérieures du pays. Rangel critique aussi durement le livre de Ceresole sur l'Attentat de l'AMIA, qui prétend que celui-ci a été organisé par des organisations fondamentalistes juives.
Le ministre de l’Intérieur vénézuelien, Luis Miquilena, déclarera que Ceresole a quitté le Venezuela volontairement, ce qu'admet, à l'époque, Ceresole. Néanmoins, en 1999, Ceresole prétend que son départ lui a été imposé sous la menace par le directeur de la DISIP, Jesús Urdaneta, et moyennant le versement d’une somme de 10 000 dollars.
À son retour en Argentine, Ceresole conseille l’ex-président Carlos Menem [réf. nécessaire] puis se met au service du péroniste Adolfo Rodríguez Saá [réf. nécessaire]. Il collabore également avec le MSR (Movimiento Social Republicano) espagnol, un parti rouge-brun prônant une idéologie « nationale-révolutionnaire ». Enfin, il travaille de nouveau avec le colonel Aldo Rico, qu’il conseille dans sa campagne pour devenir gouverneur de la province de Buenos Aires. En mai 2003, il décède dans la capitale argentine, victime d’une crise cardiaque.

## Antisémitisme et négationnisme
Norberto Ceresole a acquis une aura importante grâce à la diffusion de ses textes sur internet. « En France, lors de sa disparition, ce sont ainsi les réseaux négationnistes de la Vieille Taupe qui feront écho à son décès sur internet ».
Selon le politologue français Jean-Yves Camus, l’originalité de Ceresole tient à ce qu’« il a acquis, en raison de son engagement vénézuélien, une audience qui favorise la dissémination des thèses négationnistes dans le milieu altermondialiste ».
À l’instar de Roger Garaudy, Norberto Ceresole croyait que le génocide des Juifs par les nazis n’est qu’un mythe façonné par un lobby juif omnipotent dont le but serait de justifier la spoliation des palestiniens de leur pays par Israël et de culpabiliser les pays occidentaux afin de leur extorquer de l’argent. Les titres de ses livres sont à cet égard éloquents : Terrorisme fondamentaliste juif, nouveaux scénarios de conflits (1996), Le National-judaïsme, un messianisme post-sioniste (1997) ; L’Espagne et les juifs : expulsion, Inquisition, Holocauste, 1492-1997 (1997) ; La Falsification de la réalité : L’Argentine dans l’espace géopolitique du terrorisme juif (1998) ; La Conquête de l’Empire américain : Le pouvoir juif en Occident et en Orient (1998) ou encore La Question juive en Amérique du Sud (2003).
Dans sa Lettre ouverte à mes amis iraniens, Ceresole tente de démontrer qu’il y a un parallèle entre la foi chiite et « le catholicisme traditionnel pré-concilaire » (i.e. antérieur au Concile de Vatican II), tous deux théologiquement irréconciliables avec le judaïsme. Il considère que depuis la révolution islamique, l’Iran est devenu « le centre de la résistance à l’agression juive ». Il affirme aussi que l’attentat perpétré contre la communauté juive de Buenos Aires en 1994 aurait été commandité par le Mossad dans le but « d’internationaliser le conflit contre l’Iran ».  
Au terme de sa première expulsion, Ceresole accuse le Mossad de l’avoir capturé et torturé. Plus tard, il accuse le capitaine Francisco Scilingo, un des tortionnaires repentis de l’École Supérieure de Mécanique de la Marine, de faire partie d’une « manipulation juive » contre les forces armées argentines. Il voit également derrière les mères de la place de Mai (mouvement qui combat l’impunité des militaires impliqués dans la Guerre sale) « l’avant-garde de l’action de l’État d’Israël [et] des renseignements israéliens, en Amérique latine ».
Dans une partie de son livre Caudillo, Ejército, Pueblo : la Venezuela del Comandante Chávez  (1999), intitulée « La question juive et l’État d’Israël », Ceresole écarte les critiques le présentant comme un idéologue d’extrême droite en excipant de son passé de militant d’extrême gauche. Il écrit qu’« [il n’est], bien entendu, ni antisémite ni nazi », qu’« [il n’est qu’]un critique de l’État d’Israël et des organisations juives internationales, auxquels il a consacré ses derniers livres », et qu’« [il se] considère comme faisant partie d’un nouveau révisionnisme dont l’objectif est de démontrer qu'une part importante du récit de la déportation et de la mort des juifs sous le système nazi a été arrangée en forme de mythe ». Il accuse ensuite la communauté juive vénézuélienne et l’État d’Israël d’avoir été à l’origine de son expulsion du Venezuela.
Le 19 avril 2000, le quotidien argentin La Nación informe que le gouvernement chilien a interdit la visite de Ceresole et de représentants du groupe paramilitaire argentin Cóndor au Congrès néonazi de Santiago.
Le 13 décembre 2000, l’équipe Nizkor (membre du Serpaj Europa, Derechos Human Rights et du Global Internet Liberty Campaign), qui dénonce les actes racistes et xénophobes dans les universités, relate qu’un mois auparavant, le 15 novembre 2000, Ceresole aurait tenu des propos antisémites à la Faculté des Sciences économiques de l’Université Complutesse de Madrid à l’occasion d’une conférence organisée par le groupe néonazi Nuevo Cauce.

## Liens entre Ceresole et Chávez
Lorsqu’en janvier 2006, Chávez a été accusé d’antisémitisme par le Centre Simon-Wiesenthal, le quotidien français Libération a révélé les liens du président vénézuelien avec Norberto Ceresole. Selon le journal, « Chávez [a] été conseillé et s'[est] longtemps abreuvé des œuvres de Norberto Ceresole ».
Selon le journaliste et éditeur Marc Saint-Upéry, « dans les années 1990, Chávez s’est laissé séduire par le nationalisme anti-impérialiste exacerbé de Norberto Ceresole, un idéologue argentin antisémite et proche des militaires d’extrême droite « carapintadas » […]. Sans doute lassé des frasques idéologiques de son conseiller, Chávez finit par l’expulser du Venezuela en 1999 ».
Pour le politologue Jean-Yves Camus, Ceresole ne fit jamais partie du « premier cercle » des conseillers d’Hugo Chávez.
Le vice-président José Vicente Rangel a nié que Ceresole ait jamais eu la moindre influence idéologique sur le gouvernement vénézuelien. Cependant, en 2000, Ceresole déclarait qu’« [il était] profondément fier […] que les services de renseignements vénézueliens aient été restructurés selon les lignes directrices qu’[il avait] proposées à l’époque ». Toutefois, s’il préconisa, dans une lettre à l’historien Jorge Olavarría (publiée plus tard dans le magazine vénézuelien Primicia), la création d’un Bureau de renseignements stratégiques dont le financement pourrait échoir au Hezbollah, comme (selon ses dires) son bureau à Madrid, il s’avère qu’une telle structure n’a jamais vu le jour. En outre, dans l’un de ses derniers travaux sur le Venezuela présenté lors de la 74e réunion de l’organisation d’extrême droite Patria Argentina, Ceresole écrivait : « Chávez n’a jamais compris le sens de ma lutte. Dans les derniers temps [de ma présence au Venezuela], il empêcha que je le lui dise en tête à tête. […] Obnubilé par ses fantaisies idéologiques, Chávez s’est complètement trompé de voie stratégique […]. Un chemin erroné est un chemin sans retour ».
Dans un livre d’entretien publié en 1998, Hugo Chávez fait une référence rapide aux « idées de Norberto Ceresole » sur l’intégration politique du continent latino-américain.
Dans le chapitre introductif de son livre Caudillo, Ejército, Pueblo, Ceresole évoque « [son] amitié ancienne avec le commandant Chávez ».
Le 21 mai 2006, au cours de son émission hebdomadaire Aló Presidente, le président Chávez a confirmé ses liens avec Ceresole. Il s'est souvenu de  lui comme d’« un grand ami » et comme d’« un intellectuel respectable » (« un intelectual de respeto »).

## Conversations avec Ernst Nolte
« Conversaciones con Ernst Nolte » est un passage du chapitre 7 (intitulé « Le mythe de l’Holocauste et la conscience occidentale ») de La Falsificación de la realidad. Ceresole y explique qu’il a rencontré l’historien allemand en juin 1997 pour débattre de ses thèses avec lui. Bien que Ceresole soit présenté dans certaines nécrologies le concernant comme un « ami » d’Ernst Nolte, il apparaît que les relations entre les deux hommes se sont limitées à cette rencontre.